# Альварес, Хуан (президент)
Хуан Непомусено Альварес Уртадо (исп. Juan Nepomuceno Álvarez Hurtado; 1790—1867) — мексиканский военный и политический деятель, временный президент Мексики в 1855 году.
Был активным членом либеральной партии. Участвовал в войне за независимость, принимал участие в отражении французской интервенции в 1838 году, а также нападения вооруженных сил США в 1847 году. Он присоединился к заговору с целью свержения президента генерала Санта-Анна. Он был назначен главнокомандующим армии оппозиции. Первоначально потерпел поражение от правительственных войск (апрель 1854 г.), после чего начались партизанские действия.
4 октября 1855 года избран временным президентом страны. Представлял левое крыло либералов — «пурос» (крайних). Их целью являлись экономическое развитие, справедливое распределение земли и богатств, секуляризация имущества, ликвидация привилегий церкви и армии. Во время его пребывания у власти были приняты решения о ликвидации традиционных привилегий католической церкви и высших чинов армии, созван Конституционный конгресс. В ноябре 1855 года недовольные законом консерваторы и часть правого крыла либералов — «модерадос» (умеренных), произвели переворот, и Альварес 11 декабря 1855 был вынужден уйти в отставку, хотя власть осталась в руках его соратников.